# Cryptodrassus hungaricus
Cryptodrassus hungaricus är en spindelart som först beskrevs av Balogh 1935.  Cryptodrassus hungaricus ingår i släktet Cryptodrassus och familjen plattbuksspindlar. Inga underarter finns listade i Catalogue of Life.